# 大城バネサ
大城 バネサ（おおしろバネサ、1981年11月26日 - ）は、アルゼンチン・ブエノスアイレス出身の演歌歌手である。本名同じ。

## 経歴
アルゼンチン生まれの日系アルゼンチン人2世（父親は沖縄県生まれの日系1世、母親は祖父母が沖縄県出身の日系2世）。祖父母が沖縄県出身のため、幼少の頃から沖縄民謡や日本の音楽に親しみ、日系人のあいだで開催されるカラオケ大会などで演歌を歌いはじめた。3歳のときに最初に人前で唄った曲は、牧村三枝子の「みちづれ」。日本の歌（主に演歌）は、衛星放送の歌番組や日本の親戚から送られてくるミュージックビデオやカセットテープを何回も聴き、歌詞をアルファベットに直して独学で覚えた。
2001年10月に行われた『NHKのど自慢』（NHK総合・ラジオ第1）アルゼンチン大会に憧れの坂本冬美、鳥羽一郎がゲストで来ると知り、同じステージに立ちたくて出場し優勝。その際、坂本に同行していたレコード会社東芝EMIのスタッフにスカウトされた。2002年3月、「NHKのど自慢・チャンピオン大会」（NHK総合・ラジオ第1）にアルゼンチン代表で出場し、海外勢初のグランドチャンピオンとなった（歌唱曲は門倉有希の「女の漁歌」）。同年、来日。来日時は母国語のスペイン語しか話せなかったため、日本語のレッスンとボイストレーニングを始めた。2003年8月、「鷗も飛ばない海だよ」でEMIミュージック・ジャパンよりデビュー。
ステージでは主にパンツスーツ姿で勢いのある演歌を中心に歌ってきたが、第5弾シングル「翼 かさねて」ではドレス姿でしっとりとした女歌にも挑戦している。2008年の「愛の天秤（バランサ）」は出生地の音楽アルゼンチン・タンゴをテーマにした楽曲となっており、アコーディオニストのcobaがアレンジを担当し、演奏にも参加している。また、カップリング曲「南風（なんぷう）」は、彼女のルーツ沖縄の海人を歌った曲である。
2008年8月には、沖縄県人移民100周年記念式典のイベントに参加し、来日して6年ぶりに故郷のアルゼンチンで凱旋公演を行い1500人を動員した。また、同年9月に発売した7枚目のシングル「火の酒よ」では、原点に返り、久しぶりに勢いのある演歌になった。
しかし2万枚売り上げるというノルマを達成できず、東芝EMIとの契約が終了。社宅であった住居も追われたが、所属事務所であったＲサプライの社長が、会社がある岐阜県羽島市への移住を提案。カラオケカフェ「カフェテリアバネサ」の開店も社長がサポートした。2010年6月24日に、飲食店「カフェテリア バネサ」をオープンした。
2011年、徳間ジャパンコミュニケーションズに移籍し、同年9月にシングル「さくら雪」をリリース。2013年、日本コロムビアに移籍し、同年6月にシングル「三陸海岸」をリリース。
2014年、美ら島沖縄大使に任命される。
2015年、ビクターエンタテインメントに移籍。4月22日に移籍第1弾シングル「俺の漁歌」を発売。
最近では本人の努力で日本語をかなりマスターし、日常会話にはほとんど支障が無いが、周りに男性スタッフが多いため男言葉になってしまい、番組出演やステージなど人前では気をつけて話しているという。

## ディスコグラフィ

### シングル
| #              | 発売日          | 曲順    | タイトル                     | 作詞         | 作曲         | 編曲       | 規格品番   |
| 東芝EMI        | 東芝EMI         | 東芝EMI | 東芝EMI                      | 東芝EMI      | 東芝EMI      | 東芝EMI    | 東芝EMI    |
| -------------- | --------------- | ------- | ---------------------------- | ------------ | ------------ | ---------- | ---------- |
| 1              | 2003年 8月27日  | 01      | 鷗も飛ばない海だよ           | 麻こよみ     | 徳久広司     | 南郷達也   | TOCT-4575  |
| 1              | 2003年 8月27日  | 02      | 女の漁歌                     | 荒木とよひさ | 浜圭介       | 石倉重信   | TOCT-4575  |
| 1              | 2003年 8月27日  | 03      | 浜っ娘一代                   | 石原信一     | 猪俣公章     | 石倉重信   | TOCT-4575  |
| 2              | 2004年 6月2日   | 01      | 夢が咲くまで                 | 麻こよみ     | 徳久広司     | 南郷達也   | TOCT-4729  |
| 2              | 2004年 6月2日   | 02      | 母なる川                     | 須貝智郎     | 内池秀和     | 内池秀和   | TOCT-4729  |
| 3              | 2005年 1月5日   | 01      | シベリア鉄道                 | 松井由利夫   | 浜圭介       | 今泉敏郎   | TOCT-4828  |
| 3              | 2005年 1月5日   | 02      | 砂の人形                     | 松井由利夫   | 浜圭介       | 今泉敏郎   | TOCT-4828  |
| 4              | 2005年 11月16日 | 01      | 絆船                         | 松井由利夫   | 浜圭介       | 今泉敏郎   | TOCT-4926  |
| 4              | 2005年 11月16日 | 02      | 南風                         | 松井由利夫   | 浜圭介       | 今泉敏郎   | TOCT-4926  |
| 5              | 2007年 1月24日  | 01      | 翼 かさねて                  | 岡田冨美子   | 浜圭介       | 今泉敏郎   | TOCT-40079 |
| 5              | 2007年 1月24日  | 02      | ばっきゃろ                   | 渡辺なつみ   | 浜圭介       | 川村栄二   | TOCT-40079 |
| 5              | 2007年 1月24日  | 03      | 翼 かさねて (デュエットVer.) | 岡田冨美子   | 浜圭介       | 今泉敏郎   | TOCT-40079 |
| 6              | 2008年 1月23日  | 01      | 愛の天秤                     | 田久保真見   | 桧原さとし   | coba       | TOCT-40173 |
| 6              | 2008年 1月23日  | 02      | 南風〜美ら海Ver.〜           | 松井由利夫   | 浜圭介       | 今泉敏郎   | TOCT-40173 |
| 7              | 2008年 9月10日  | 01      | 火の酒よ                     | 上田紅葉     | 藤竜之介     | 伊戸のりお | TOCT-40226 |
| 7              | 2008年 9月10日  | 02      | さよなら岬                   | 上田紅葉     | 西條キロク   | 伊戸のりお | TOCT-40226 |
| 徳間ジャパン   |                 |         |                              |              |              |            |            |
| 8              | 2011年 9月28日  | 01      | さくら雪                     | 寧樂小夜     | 合田道人     | 高田弘     | TKCA-90450 |
| 8              | 2011年 9月28日  | 02      | 夢おいかけて                 | 青山るみ     | 合田道人     | 高田弘     | TKCA-90450 |
| 日本コロムビア |                 |         |                              |              |              |            |            |
| 9              | 2013年 6月5日   | 01      | 三陸海岸                     | 青山るみ     | 岡千秋       | 丸山雅仁   | COCA-16740 |
| 9              | 2013年 6月5日   | 02      | 女漁師                       | 青山るみ     | 岡千秋       | 丸山雅仁   | COCA-16740 |
| ビクター       |                 |         |                              |              |              |            |            |
| 10             | 2015年 4月22日  | 01      | 俺の漁歌                     | 青山るみ     | 影山時則     | 新田高史   | VICL-37045 |
| 10             | 2015年 4月22日  | 02      | 逢いたい島                   | えざきまさる | えざきまさる | 狩野佑次   | VICL-37045 |
| 11             | 2016年 4月20日  | 01      | 逢いたい島                   | えざきまさる | えざきまさる | 狩野佑次   | VICL-37159 |
| 11             | 2016年 4月20日  | 02      | 三線のかほり                 | 青山るみ     | 大城バネサ   | 多田三洋   | VICL-37159 |
| 11             | 2016年 4月20日  | 03      | ヒヤミカチ節                 | 平良新助     | 山内盛彬     | 多田三洋   | VICL-37159 |
| 12             | 2016年 6月22日  | 01      | 伝えたい                     | 青山るみ     | 浅野佑悠輝   | 阿部靖広   | VICL-37183 |
| 12             | 2016年 6月22日  | 02      | 情熱!テコンドー              | 青山るみ     | 阿部靖広     | 阿部靖広   | VICL-37183 |
| 13             | 2017年 9月20日  | 01      | 今帰仁の春                   | 青山るみ     | 大城バネサ   | 綾瀬悠     | VICL-37313 |
| 13             | 2017年 9月20日  | 02      | ちゅちゅら                   | 青山るみ     | 大城バネサ   | 綾瀬悠     | VICL-37313 |
| 13             | 2017年 9月20日  | 03      | あんまー形見ぬ一番着物       | 浦崎芳子     | 普久原恒勇   | 綾瀬悠     | VICL-37313 |
| 14             | 2018年 4月25日  | 01      | 長良川悲恋                   | 青山るみ     | 岡千秋       | 新田高史   | VICL-37388 |
| 14             | 2018年 4月25日  | 02      | おねえちゃん                 | 青山るみ     | 大城バネサ   | 綾瀬悠     | VICL-37388 |

### デュエット・シングル
| 発売日          | デュエット     | 曲順           | タイトル                    | 作詞           | 作曲           | 編曲           | 規格品番       |
| 日本コロムビア  | 日本コロムビア | 日本コロムビア | 日本コロムビア              | 日本コロムビア | 日本コロムビア | 日本コロムビア | 日本コロムビア |
| --------------- | -------------- | -------------- | --------------------------- | -------------- | -------------- | -------------- | -------------- |
| 2013年 11月20日 | 岡千秋         | 01             | 二人三脚                    | 青山るみ       | 岡千秋         | 矢野立美       | COCA-16785     |
| 2013年 11月20日 | 岡千秋         | 02             | なるようになるんだ この人生 | 青山るみ       | 岡千秋         | 矢野立美       | COCA-16785     |

### アルバム
| 発売日         | タイトル                     | 規格品番   |
| 東芝EMI        | 東芝EMI                      | 東芝EMI    |
| -------------- | ---------------------------- | ---------- |
| 2004年1月21日  | VANESA〜鷗も飛ばない海だよ〜 | TOCT-25230 |
| 2007年9月26日  | 大城バネサ 2008全曲集        | TOCT-26358 |
| ビクター       |                              |            |
| 2015年12月16日 | 大城バネサ ザ・ベスト        | VICL-64488 |
| 2017年3月1日   | 沖縄のかほり                 | VICL-64714 |
| 2019年6月26日  | ザ・カバーズ                 | VICL-65208 |

### タイアップ曲
| 年     | 楽曲             | タイアップ                         |
| ------ | ---------------- | ---------------------------------- |
| 2004年 | 母なる川         | NHK「きらり!やまがた」テーマソング |
| 2016年 | 伝えたい         | テコンドー応援ソング               |
| 2016年 | 情熱！テコンドー | テコンドー応援ソング               |

## 出演

### テレビ
- お好み歌謡館
- 唄声チャチャチャ（千葉テレビ）

### ラジオ
- ラジオ日本「坂井隆夫のほのぼの歌謡曲」内「ようこそ！私のアルゼンチン」（金曜日レギュラーコーナー）
- RBCiラジオ 大城バネサの「はいた〜い‼︎島」
- ぎふチャン「るみとバネの夢おいかけて♪」
- CBCラジオ「大城バネサのオラ！アミーゴ！！」
- ラジオ沖縄「ハイサイ！藤木勇人のヤマトde沖縄タイム」
- バネサワールド（ミュージックブルペンの中の１コーナー）